# 米莱娜·德拉维奇
米莱娜·德拉维奇（羅馬化：Milena Dravić，發音：[mǐlena drǎːvit͡ɕ]，1940年10月5日—2018年10月14日），塞尔维亚女演员。

## 部分电影作品
- 第一场大火 (1961)
- Kozara (1962年)
- 目的地死亡 (1964)
- 男人非鸟 (1965)
- 营地追随者 (1965)
- 太阳之眼 (1966)
- 罗多 (1966)
- 跨越纳若维河 (1969)
- 图哈·兹万·阿纳达 (1969)
- 生物的奥秘 (1971)
- 我的家庭在革命中的角色 (1971)
- 苏捷什卡战役 (1973)
- 在Mrdusa Donja村庄中扮演哈姆雷特(1974)
- 特殊治疗 (1980)
- 三个夏日 (1997)
- 巴尔干夜总会 (1998年)
- 天钩 (1999)
- 爱情及其他罪行 (2008)
- 圣乔治射龙 (2009)

## 个人生活
米莱娜·德拉维奇曾有三段婚姻。她的第三任丈夫是塞尔维亚著名演员Dragan Nikolić，他们曾共同主持1970年代的电视节目Obraz uz obraz。

## 逝世
2018年10月14日，德拉维奇病逝。